# Olé Olé
Albums de Rachid Taha
Rachid Taha
(1993) Carte blanche
(1997)
Olé Olé est le troisième album solo de Rachid Taha, paru en 1995, après la séparation du groupe Carte de Séjour. Le guitariste britannique Steve Hillage du groupe Gong, produit l'album en plus de jouer la guitare. 

## Liste des titres
1. Valencia
2. Nokta
3. Baadini
4. Comme un chien
5. Boire
6. Zaama
7. Tabla Motown
8. Non Non Non (Multinational Version)
9. Jungle Fiction (adapté de Misirlou)
10. Kelm
11. Non Non Non
12. Olé Olé

## Personnel
- Rachid Taha : Chant
- Suchitra Pillai Malik : Chant
- Kirsty Hawkshaw : Chœurs
- Dave Watts : Chœurs
- Steve Hillage : Guitare solo et rythmique, programmation
- Sodi : Guitare, programmation
- Leo Williams : Basse
- Geoff Richardson : Violon, alto
- Helen Liebmann : Violoncelle
- Jim Abbiss : Claviers
- Steve Conn : Accordéon
- Haziz Ben Salam : Flûte
- John Eacott : Trompette
- Geoff Dugmore : Batterie
- Hagag Kenway : Percussions
- Pandit Dinesh : Percussions, Tabla
- Nabil Khalidi : Percussions, Bindir, Banjo, Luth, Chœurs
- Martin Ditcham : Tambourin
- Yves Aouizerate : Programmation, Arrangements